# Mohamed Serir
Mohamed Serir, arabe : محمد سرير né le 6 décembre 1984 à Alger, est un lutteur libre algérien évoluant dans la catégorie poids welter masculin,.

## Biographie
Il a remporté deux médailles (or et argent) pour sa division aux championnats d'Afrique de lutte (2008 à Tunis et 2009 à Casablanca),.
Serir a fait ses débuts officiels pour les Jeux olympiques d'été de 2008 à Pékin, où il a concouru dans la catégorie masculine des 66 kg. Il a reçu un laissez-passer pour le tour préliminaire de seize matchs, avant de perdre contre le Russe Sergey Kovalenko, qui a pu marquer six points chacun en deux périodes consécutives, laissant Serir sans un seul point.
Aux Jeux olympiques d'été de 2012 à Londres, Serir a perdu le match du tour de qualification contre le Lituanien Edgaras Venckaitis, avec un score technique à trois sets (0–5, 1–0, 0–1), et un score de point de classement de 1–3.

## Palmarès

### Compétitions internationales
| Année | Compétition                     | Lieu       | Résultat | Catégorie      |
| ----- | ------------------------------- | ---------- | -------- | -------------- |
| 2006  | Championnats d'Afrique de lutte | Pretoria   | 2e       | Moins de 66 kg |
| 2007  | Jeux africains                  | Alger      | 2e       | Moins de 66 kg |
| 2008  | Championnats d'Afrique de lutte | Tunis      | 1er      | Moins de 66 kg |
| 2009  | Championnats d'Afrique de lutte | Casablanca | 2e       | Moins de 66 kg |
| 2010  | Championnats d'Afrique de lutte | Le Caire   | 1er      | Moins de 66 kg |
| 2010  | Championnats arabes de lutte    | Doha       | 1er      | Moins de 66 kg |
| 2011  | Championnats d'Afrique de lutte | Dakar      | 1er      | Moins de 66 kg |
| 2011  | Jeux panarabes                  | Doha       | 3e       | Moins de 66 kg |
| 2012  | Championnats d'Afrique de lutte | Marrakech  | 2e       | Moins de 66 kg |
| 2012  | Championnats arabes de lutte    | Le Caire   | 2e       | Moins de 66 kg |
| 2012  | Championnats méditerranéens     | Le Caire   | 3e       | Moins de 66 kg |